# Antarchaea pyralomima
Antarchaea pyralomima là một loài bướm đêm trong họ Noctuidae.